# Menstruační tabu
Menstruační tabu je rozšířené společenské tabu o menstruaci. Jeho součástí je nazírání na menstruaci jako na něco nečistého a nepříjemného. Toto menstruační stigma se vztahuje i na zmínky o menstruaci jak veřejně (v médiích a reklamě), tak v soukromí (mezi přáteli, v domácnosti a s muži). 
Na základě výzkumu L. R. Williamse z roku 1983 se prokázalo, že se téměř všechny dívky domnívají, že by o menstruaci neměly mluvit s chlapci a více než třetina z nich se domnívala, že není vhodné o menstruaci mluvit s otcem.
Různé kultury však mají postoj k menstruaci odlišný.

## Tabu
Ve většině společností jsou základy chování, norem a komunikací založeny na přesvědčení, že menstruace musí zůstat skrytá, a to jak slovně, tak fyzicky. Velká většina dospělých a dospívajících obyvatel Spojených států je přesvědčena, že je společensky nepřijatelné o menstruaci hovořit, zejména pak ve smíšené společnosti. Mnoho lidí se též domnívá, že je nepřijatelné mluvit o menstruaci i v rámci rodiny.

### V reklamě
Jednou z nejcharakterističtějších ukázek tabu v reklamě jsou reklamy na dámské hygienické produkty, které se menstruaci vyhýbají tím, že při ukázce „absorptivnosti“ používají namísto tekutiny v barvě krve modrou tekutinu. To představuje stigma krve spojené s menstruací. Vynález tamponů může být do jisté míry tímto tabu inspirován[zdroj?], jelikož tampony jsou více „diskrétní.“ Dalším důkazem tohoto tabu je existence různých eufemismů pro menstruaci.[zdroj?]

### V kultuře
Menstruační tabu se odráží i ve filmech a televizních pořadech. Typickým příkladem je, že se téma menstruace vynechá. Výjimkou jsou pouze v některých případech první menstruace. Elizabeth Arveda Kissling tvrdí ve svém článku „Krámy na obrazovce: první menstruace ve filmu a televizi“ (On the Rag on Screen: Menarche in Film and Television), film z počátku 90. let My Girl obsahuje scénu, kde hlavní představitelka Vada dostane svou první menstruaci. Vysvětlení co se s ní děje však proběhne mimo kameru a nikdy již není znovu zmíněno. Z toho je jasně patrná touha společnosti nevidět, ani neslyšet nepříjemnosti menstruace ve filmech.[zdroj⁠?!] Některé filmy, v nichž je menstruace přímo zmíněna, toto menstruační tabu dokonce posilují.[zdroj⁠?!]
Ve filmu Carrie získá hlavní představitelka po své první menstruaci schopnost telekineze, díky níž pak zabíjí lidi.

### Vítězství Uty Pippig na bostonském maratonu
V roce 1996 se v Bostonu konal jubilejní 100. ročník místního maratonu. Do cíle tehdy jako první doběhla německá běžkyně Uta Pippig, na jejímž drese byla viditelná menstruační krev, a která měla i viditelné menstruační křeče.

Komentátoři v rozhlase a televizi netradičně nevěděli co říct. Někteří Utu Pippig komentovali slovy „fyzické problémy a průjem.“ Jiní zůstali u fráze „fyzické problémy“ či „bolest břicha“

Největší kritika se snesla na článek Eileen McNamarové v deníku Boston Globe, kde uvedla, že „(Pippig) krvácela celou cestu od Hopkintonu do Bostonu.“

### V náboženství

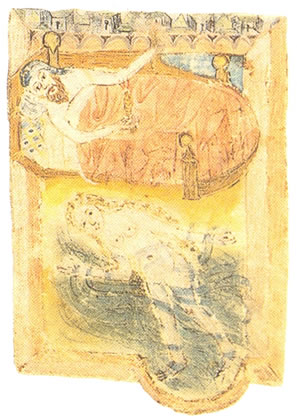
Žena koná rituální koupel (mikve), než se znovu připojí ke svému manželovi, německá miniatura, 1427

Bible v patnácté kapitole knihy Leviticus popisuje období menstruace a uvádí, že v tomto období je žena rituálně nečistá. Toto tabu je natolik velké, že nejen sama žena trpí touto nečistotou, ale i „každý, kdo by se jí dotkl, bude nečistý až do večera.“ Někteří vědci se domnívají, že křesťanské učení tohoto tabu stojí za zapovězení ženám stát se v římskokatolické církvi knězem (resp. kněžkou). Uvádějí, že církevní právo zavedlo tento zákaz kvůli „rituální nečistotě.“
Ostatní náboženství, jako například hinduismus, menstruaci rovněž vnímají v negativním světle. Například hinduismus zapovídá menstruujícím ženám účastnit se normálního života. Žena tak musí být „očištěna“ předtím, nežli je jí povolen návrat domů. Ženy žijící v jižní Indii nesmí v období menstruace po tři dny spát ve svém domě.
Na druhou stranu některé kultury stále vnímají menstruaci, zejména pak první menstruaci, jako pozitivní aspekt dívčího života. V jižní Indii dostávají dívky po své první menstruaci dárky a probíhají oslavy, aby si tento zvláštní den zapamatovaly. Podobně tomu bylo také v mnoha indiánských kulturách Severní i Jižní Ameriky i u domorodců v Austrálii a Oceánii, kde byla první menstruace zpravidla vnímána jako přechod od dětství k dospělosti a její dovršení bývalo spojeno s obřadem iniciace. Na druhou stranu ale indiáni vnímali menstruační krev jako zdroj potenciálního znečištění, ženy v tomto období bývaly u některých kmenů izolované ve zvláštní chýši a osvobozeny od domácích prací.

## Potlačení menstruace
Od roku 2003, kdy FDA v USA schválila prodej léků na potlačení menstruace, proběhlo několik průzkumů týkající se postojů žen vůči menstruaci. Studie L. C. Andrista v rámci průzkumu zjistila, že 59 % dotázaných žen zaujala představa, že by nemenstruovaly jednou měsíčně. Z těch 59 % pak plnou třetinu zaujalo již nikdy více nemenstruovat.

## Aktivismus
Překonání tohoto menstruačního tabu je ve feministickém hnutí bodem sváru. Hlavním argumentem proti tomuto tabu je, že pakliže je menstruace normální, pak není žádný důvod, proč by se tomuto tématu mělo vyhýbat: „Po chvíli se ženy mohou cítit psychologicky dezorientované, když se podívají na svět, kde již jejich realita neexistuje.“
V březnu 2015 uveřejnila básnířka Rupi Kaur na svém Instagramu sérii fotek dokumentující menstruaci, načež byly fotky administrátory opakovaně smazány, protože prý porušovaly „Pravidla komunity“ (Community Guidelines). Po veřejné kritice byly fotky obnoveny a smazání označeno za omyl. Rupi Kaur chtěla touto akcí upozornit na to, že zatímco fotografie, kde jsou ženy (často i nezletilé dívky) sexuálně objektivizovány (např. pózují ve spodním prádle), jsou společensky přijatelné, fotografie tematizující přirozené chování ženského těla jsou cenzurovány.